# Собор Святых Кирилла и Мефодия (Загреб)
Грекокатолический собор Святых Кирилла и Мефодия (хорв. Grkokatolička konkatedrala Sv. Ćirila i Metoda) — сокафедральный собор Крижевицкой епархии Хорватской грекокатолической церкви в городе Загребе. Храм относится к Жумберакскому викариату и расположен на улице Святых Кирилла и Мефодия в Верхнем городе (хорв. Gornji grad) хорватской столицы, недалеко от площади Святого Марка.

## История
Грекокатолическая церковь и семинария (построена в 1681 году) существовали в Верхнем городе до XVII века. Эта церковь предназначалась для греко-католиков, в основном выходцев из Жумберакских гор, ускоков и священнослужителей, которые жили в Загребе и его окрестностях. Невозможно определить, когда именно была построена эта церковь, потому что пожар, вспыхнувший в 1766 году, уничтожил большинство церковных книг, в которых была указана точная дата.
Нынешняя церковь, посвящённая святым Кириллу и Мефодию, была построена в 1886 году во время правления епископа Илии Храниловича на месте бывшей церкви Василия Блаженного.

## Архитектура и интерьер

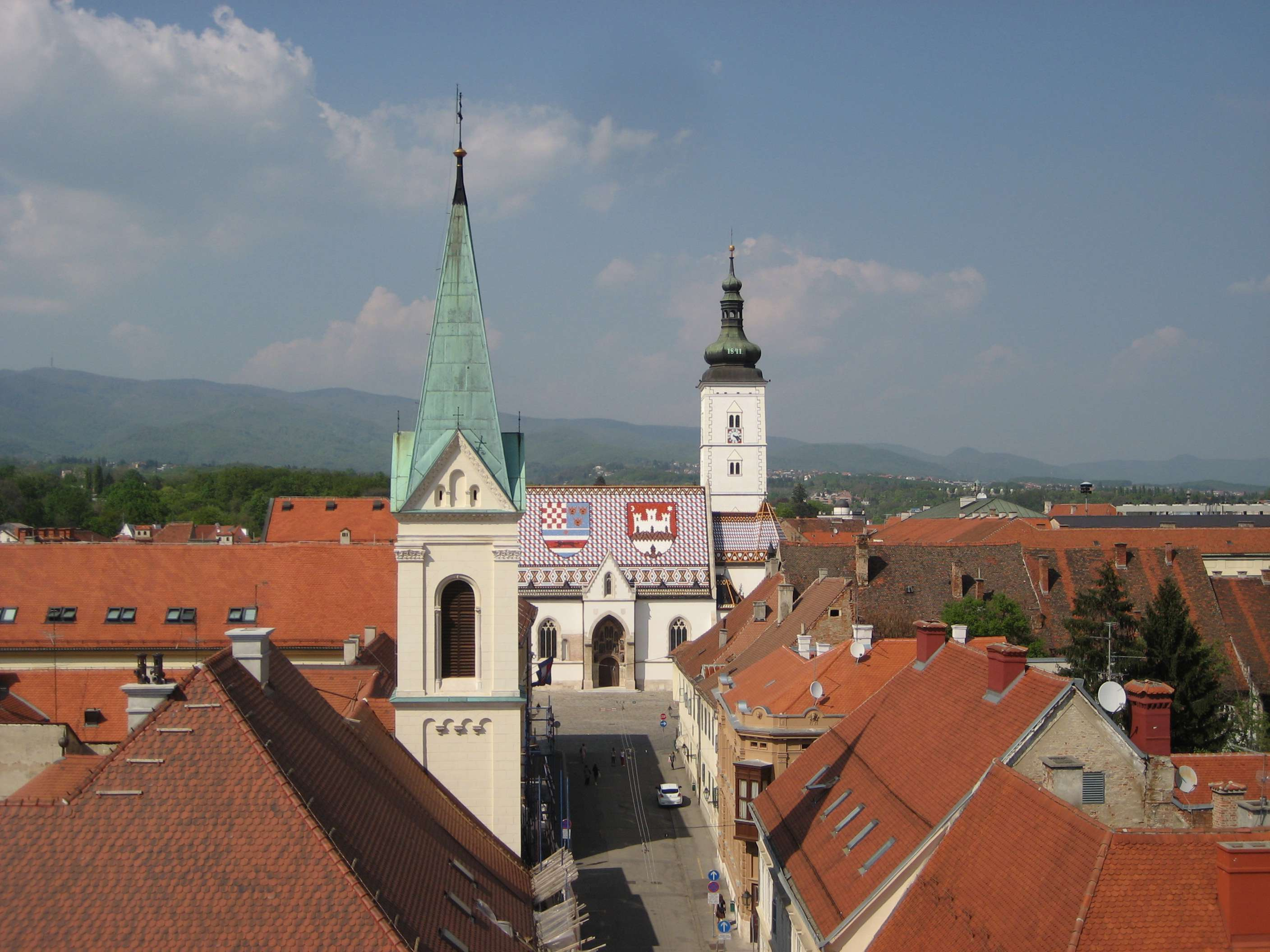
Колокольня собора (на переднем плане). На заднем плане — церковь Святого Марка

Собор был спроектирован австрийским архитектором Германом Боле. Храм выполнен в неовизантийском стиле историзма. Собору принадлежит богатая коллекция работ хорватского художника Ивана Тишова, а также икон Е. А. Бучевского и профессора Николы Машича. В колокольне собора высотой 50 м имеются три колокола. Самый большой колокол весит 782 кг и посвящён святым Кириллу и Мефодию, средний колокол весом 395 кг посвящён Богородице, маленький колокол весом 230 кг посвящён Василию Острожскому. В соборе можно увидеть драгоценный крест, реликварий, а также набор пиктограмм.
В 1885 году Герман Боле создаёт чертежи иконостаса для церкви святых Кирилла и Мефодия. Этот иконостас был первым в активе архитектора. Его первоначальные планы отходили от господствующего тогда православного канона — низкий иконостас с большими иконами. Боле предлагал создать высокий иконостас с пятью рядами маленьких икон. Однако епископ Илия Хранилович настаивал на соблюдении классической формы, которую, в конце концов, и использовал Боле при создании чертежей. Иконостас из дуба вырезал столяр Иосиф Шемерет.
Иконы для иконостаса (13 нижних и 44 верхних изображения) написал Эпаминондас Бучевский — иконописец и художник из Буковины. Несколько икон, а также мозаики на фасаде созданы неизвестным мастером из Инсбрука. В 1932 году в южной части церкви размещают икону «Рождество Иисуса», а в северной — «Последний суд» и «Воскресение Иисуса», все они написаны Иваном Тишовым — хорватским художником, продвигавшим современное искусство.